# Bławatowiec obrożny
Bławatowiec obrożny (Lipaugus streptophorus) – gatunek średniej wielkości ptaka z rodziny bławatnikowatych (Cotingidae). Występuje na granicy Wenezueli, Gujany i skrajnie północnej Brazylii. Niezagrożony wyginięciem.

## Taksonomia
Autorami oryginalnego opisu są Osbert Salvin i Frederick DuCane Godman. Ukazał się w 1884 na łamach czasopisma „Ibis”. Zawierał notkę o upierzeniu samca, miejscu znalezienia holotypu (Roraima) i miejscu, do którego przekazano okaz (zapisane jako museo nostro – należy zaznaczyć, że zbiory Goodmana i Salvina trafiły do Muzeum Historii Naturalnej w Londynie). Bławatowiec obrożny otrzymał nazwę Lathria streptophora; obecnie IOC umieszcza go w rodzaju Lipaugus. Gatunek monotypowy.

## Morfologia
Długość ciała wynosi blisko 22 cm; pozostałe wymiary (w mm, gdy nie napisano inaczej) przedstawia tabela:
|        | Skrzydło | Ogon  | Dziób | Skok    | Masa ciała (g) |
| ------ | -------- | ----- | ----- | ------- | -------------- |
| Samiec | 121–130  | 91–95 | 21–23 | 20,5–21 | 52–65          |
| Samica | 119–126  | 93    | 24–25 | 23      | 52–65          |

Występuje dymorfizm płciowy. U samca wierzch ciała, w tym barkówki, kuper i pokrywy nadogonowe, łupkowoszary, ciemny. Sterówki oraz lotki I przybierają bardziej brązową barwę. Popielata barwa brody i gardła na brzuchu i bokach przechodzi w jaśniejszą. Pokrywy podogonowe w kolorze magenta, podobnie jak obroża na szyi i szersza (do 2 cm) zaczynająca się pod szyją. U młodego samca obszary w kolorze magenta są poprzetykane płowymi piórami. Samica nie posiada barwnych obroży, a jej pokrywy podogonowe są kasztanowe po rdzawocynamonowe. Wygląd ptaka młodocianego nieznany. Osobniki obu płci mają dziób ciemnobrązowy lub czarnobrązowy, jaśniejszy u nasady żuchwy; nogi szare po czarniawe, nieco jaśniejsze na stopach; tęczówka brązowa.

## Zasięg występowania
Bławatowiec obrożny występuje na granicy Wenezueli, Gujany i skrajnie północnej Brazylii na obszarze szacowanym przez BirdLife International na 47 400 km². Endemiczny dla obszaru Pantepui. W Brazylii spotykany w rejonie Uei-tepui i Roraima. W Wenezueli wykazany z Sierra de Lema, Ptari-tepui, Aprada-tepui, Acopan-Tepui, Uei-tepui i Roraima; w Gujanie m.in. z Mount Kowa i Kaieteur.

## Ekologia
Środowiskiem życia L. streptophorus są wilgotne podgórskie i górskie lasy oraz ich obrzeża, od środkowych warstw po korony drzew. Spotykany od 1000 do 1800 (zwykle ponad 1300) m n.p.m. W swoim zasięgu wysokość różni ten gatunek od bławatowca krzykliwego (Lipaugus vociferans), jednak bławatowiec obrożny występuje niżej, na płaskowyżu Potaro. Prócz tego napotkać go można w gęstych lasach wtórnych zdominowanych przez zaczerniowate (Melastomataceae).
Swoją pieśń bławatowiec obrożny prezentuje nieczęsto, nawet w godzinach porannych. Samce mogą zebrać się w grupie 2–3, by śpiewać; wtedy ich głos niesie się na kilkaset metrów. Zdaje się, że system kojarzenia typu lek nie występuje, choć Barnett et al. podaje opis zachowania uznanego za lek, podobnego jak u bławatowca dużego (L. fuscocinereus). Pieśń stanowi czysty gwizd, wznoszący się i opadający, zapisywany jako sueet-suEEEeeeeoo. Często odzywa się również gwizdem skreeyr lub sweeu, w transkrypcji również w formie wee/weest. W porównaniu do innych przedstawicieli Lipaugus, bławatowiec obrożny częściej siada w odkrytych miejscach, np. na wyeksponowanych nagich konarach. Większość pożywienia gatunku stanowią owady, możliwe, że zjada również owoce.

### Lęgi
Większość informacji nieznana. Snow (1982) wspomina o samicy zbierającej materiał gniazdowy w towarzystwie samca w kwietniu 1986.

## Status
Przez IUCN gatunek klasyfikowany jest jako najmniejszej troski (LC, Least Concern). Mimo ograniczonego zasięgu występowania, gatunek nie kwalifikuje się do rangi narażonego lub zagrożonego – większość środowiska w zasięgu bławatowca obrożnego pozostaje nienaruszona. Występuje na dwóch obszarach uznanych za ostoje ptaków IBA, jest to m.in. Park Narodowy Canaima.